# Lijst van voetbalinterlands Duitse Democratische Republiek - Luxemburg
Deze lijst van voetbalinterlands is een overzicht van alle officiële voetbalwedstrijden tussen de nationale teams van de Duitse Democratische Republiek (DDR) en Luxemburg. De landen speelden in totaal vijf keer tegen elkaar. De eerste ontmoeting, een vriendschappelijke wedstrijd, werd gespeeld in Oost-Berlijn op 10 maart 1957. Het laatste duel, een kwalificatiewedstrijd voor het Wereldkampioenschap voetbal 1986, vond plaats op 18 mei 1985 in Potsdam.

## Wedstrijden
| № | Plaats           | Datum            | Competitie           | Wedstrijd                                  | Uitslag |
| - | ---------------- | ---------------- | -------------------- | ------------------------------------------ | ------- |
| 1 | Oost-Berlijn     | 10 maart 1957    | Vriendschappelijk    | Duitse Democratische Republiek – Luxemburg | 3 – 0   |
| 2 | Luxemburg        | 15 november 1970 | EK 1972 kwalificatie | Luxemburg – Duitse Democratische Republiek | 0 – 5   |
| 3 | Gera             | 24 april 1971    | EK 1972 kwalificatie | Duitse Democratische Republiek – Luxemburg | 2 – 1   |
| 4 | Esch-sur-Alzette | 17 november 1984 | WK 1986 kwalificatie | Luxemburg – Duitse Democratische Republiek | 0 – 5   |
| 5 | Potsdam          | 18 mei 1985      | WK 1986 kwalificatie | Duitse Democratische Republiek – Luxemburg | 3 – 1   |

## Samenvatting
| Competitie        | Totaal gespeeld | Winst DDR | Gelijk | Winst Luxemburg | Doelsaldo DDR – Luxemburg |
| ----------------- | --------------- | --------- | ------ | --------------- | ------------------------- |
| WK-kwalificatie   | 2               | 2         | 0      | 0               | 8 − 1                     |
| EK-kwalificatie   | 2               | 2         | 0      | 0               | 7 − 1                     |
| Vriendschappelijk | 1               | 1         | 0      | 0               | 3 − 0                     |
| Totaal            | 5               | 5         | 0      | 0               | 18 − 2                    |

Wedstrijden bepaald door strafschoppen worden, in lijn met de FIFA, als een gelijkspel gerekend.

## Details

### Eerste ontmoeting
| Vriendschappelijk (Oost-Berlijn, Duitse Democratische Republiek, 10 maart 1957):                                                                                          |              | |
| Duitse Democratische Republiek | 3 – 0        | Luxemburg |
| Günther Wirth 2' Günter Schröter 30' Willy Tröger 42' | goals        | |
| János Gyarmati | bondscoach   | Nándor Lengyel |
| Karl-Heinz Spickenagel Heinz Krüger Herbert Schoen Bringfried Müller Karl Wolf Siegfried Wolf Horst Freitag Günter Schröter Willy Tröger Manfred Kaiser 46' Günther Wirth | opstellingen | Benny Michaux Erny Brenner Robert Mond Jean-Pierre Fandel 46' Charles Lettal Guy Schmidt Jules Meurisse Henri Cirelli Nicolas Kettel 46' François Konter Albert Schaack |
| Lothar Meyer 46' | wissels      | 46' Fernand Brosius 46' Johny Halsdorf |
| - Debuut van Heinz Krüger (Aktivist Brieske-Senftenberg) en Horst Freitag (SC Wismut) voor de Duitse Democratische Republiek.                                             |              | |

### Tweede ontmoeting
| EK 1972 kwalificatie (Luxemburg, Luxemburg, 15 november 1970):                                                                                                   |              | |
| Luxemburg | 0 – 5        | Duitse Democratische Republiek |
| | goals        | 21' Eberhard Vögel 29' Hans-Jürgen Kreische 36' Hans-Jürgen Kreische 39' Hans-Jürgen Kreische 78' Hans-Jürgen Kreische                                                       |
| Ernst Melchior | bondscoach   | Georg Buschner |
| René Hoffmann 32' Erwin Kuffer René Flenghi Fernand Jeitz Johny Hoffmann Jeannot Krecké Louis Pilot Johny Léonard Ady Schmit 46' Louis Trierweiler Josy Kirchens | opstellingen | Jürgen Croy Peter Rock Lothar Kurbjuweit Michael Strempel Frank Ganzera Harald Irmscher 61' Henning Frenzel Klaus Sammer Hans-Jürgen Kreische 77' Peter Ducke Eberhard Vogel |
| Jeannot Moes 32' Nico Braun 46' | wissels      | 61' Jürgen Sparwasser 77' Rainer Schlutter |
| - Debuut van doelman Jeannot Moes (Avenir Beggen) voor Luxemburg.                                                                                                |              | |

### Derde ontmoeting
| EK 1972 kwalificatie (Gera, Duitse Democratische Republiek, 24 april 1971):                                                                                                 |              | |
| Duitse Democratische Republiek | 2 – 1        | Luxemburg |
| Hans-Jürgen Kreische 31' Henning Frenzel 88' | goals        | 90' Gilbert Dussier |
| Georg Buschner | bondscoach   | Ernst Melchior |
| Jürgen Croy Klaus Sammer Frank Ganzera Michael Strempel Bernd Bransch Konrad Weise Helmut Stein Rainer Schlutter Jürgen Sparwasser 85' Henning Frenzel Hans-Jürgen Kreische | opstellingen | René Hoffmann Jean-Pierre Hoffmann Fernand Jeitz René Flenghi Johny Hoffmann Louis Trierweiler Nicky Hoffmann Gilbert Dussier Dominique Di Genova Nico Braun Josy Kirchens |
| Frank Richter 85' | wissels      | |

### Vierde ontmoeting
| WK 1986 kwalificatie (Esch-sur-Alzette, Luxemburg, 17 november 1984):                                                                                                   |              | |
| Luxemburg | 0 – 5        | Duitse Democratische Republiek |
| | goals        | 60' Rainer Ernst 63' Ralf Minge 76' Rainer Ernst 78' Ralf Minge 81' Rainer Ernst                                                                                           |
| Jef Vliers | bondscoach   | Bernd Stange |
| John van Rijswijck Carlo Weis Jean-Paul Girres Laurent Schonkert René Scheuer Hubert Meunier Guy Hellers Pierre Petry Théo Malget 76' Robert Langers 72' Jeannot Reiter | opstellingen | René Müller Hans-Jürgen Dörner Ronald Kreer 66' Dirk Stahmann Mathias Döschner Andreas Thom Rainer Troppa Wolfgang Steinbach Ralf Minge Rainer Ernst 46' Michael Glowatzky |
| Marcel Bossi 72' Gilbert Dresch 76' | wissels      | 46' Matthias Liebers 66' Jörg Stübner |
| Robert Langers 5' | gele kaarten | 35' Ronald Kreer |

### Vijfde ontmoeting
| WK 1986 kwalificatie (Potsdam, Duitse Democratische Republiek, 18 mei 1985):                                                                             |              | |
| Duitse Democratische Republiek | 3 – 1        | Luxemburg |
| Ralf Minge 19' Ralf Minge 38' Rainer Ernst 45' (pen.) | goals        | 76' Robert Langers |
| Bernd Stange | bondscoach   | Josy Kirchens |
| René Müller Hans-Jürgen Dörner Ronald Kreer Frank Rohde 57' Uwe Zötzsche Hans-Uwe Pilz Rainer Ernst Matthias Liebers Ulf Kirsten Ralf Minge Andreas Thom | opstellingen | John van Rijswijck 60' Laurent Schonckert Marcel Bossi Nico Wagner Guy Hellers Jean-Pierre Barboni Carlo Weis Gilbert Dresch 81' Jeannot Reiter Nico Rohmann Robert Langers |
| Matthias Döschner 57' | wissels      | 60' Hubert Meunier 81' Théo Malget |
| - Vierde en laatste duel van Luxemburg onder leiding van bondscoach Josy Kirchens.                                                                       |              | |